# Star Trek: Lower Decks/Staffel 2
Dieser Artikel behandelt die 2021 veröffentlichte, 10-teilige zweite Staffel der US-amerikanischen Star-Trek-Fernsehserie Lower Decks. Die zweite Staffel spielt drei Monate nach Ende der ersten Staffel.

## Episoden
| Nr. (ges.) | Nr. (St.) | Deutscher Titel                | Originaltitel                | Erstveröffentlichung USA | Deutschsprachige Erstveröffentlichung (D/A/CH) | Regie       | Drehbuch                     | Länge  |
| --- | --------- | ------------------------------ | ---------------------------- | ------------------------ | ---------------------------------------------- | ----------- | ---------------------------- | ------ |
| 11 | 1         | Seltsame Energien              | Strange Energies             | 12. Aug. 2021            | 13. Aug. 2021                                  | Jason Zurek | Mike McMahan                 | 24 min |
| Drei Monate sind vergangen. Die USS Cerritos hat den Zweitkontakt mit dem Planeten Apergos erfolgreich beendet. Mit dem Einverständnis ihrer Mutter, Captain Carol Freeman, säubert Beckett Mariner noch ein verschmutztes Gebäude der Hauptstadt, um die Bewohner damit anzuregen, auch andere Häuser sauber zu halten. Dabei entlädt sich jedoch ein Energiestrahl aus dem Gebäude und trifft den Ersten Offizier Jack Ransom. Der erhält dadurch gottgleiche Fähigkeiten. Sein riesiger Kopf schwebt in den Weltraum, um die Cerritos anzugreifen. Auf Apergos tritt Mariner dem kopflosen Ransom in den Schritt, was dessen Kräfte wieder normalisiert. Fähnrich D’Vana Tendi sorgt sich indessen um ihren Freund, Fähnrich Sam Rutherford, weil der ein neues Implantat bekommen hat. Währenddessen wird Brad Boimler auf der USS Titan in ein Gefecht mit den Pakleds verwickelt. |           |                                |                              |                          |                                                |             |                              |        |
| 12 | 2         | Kayshon, seine Augen offen     | Kayshon, His Eyes Open       | 19. Aug. 2021            | 20. Aug. 2021                                  | Kim Arndt   | Chris Kula                   | 24 min |
| Kayshon, der erste Tamarianer in der Sternenflotte, kommt als neuer Sicherheitschef auf die USS Cerritos. Er, Mariner, Tendi, Rutherford und Jet Manhaver, der ihnen als Ersatz für Boimler zugeteilt wurde, sollen den Nachlass eines verstorbenen Mitglieds der Sammler-Gilde auf gefährliche Objekte überprüfen. Als Siggi, ein anderer Sammler, die Sicherheitssysteme der Station auslöst, wird Kayshon in eine Puppe verwandelt. Mariner will das Kommando übernehmen und muss erkennen, dass Manhaver, Tendi und Rutherford auch gute Lösungsideen haben. Währenddessen wird Brad Boimler durch einen Transporterunfall verdoppelt, und einer der Boimler wird von der USS Titan zurück auf die USS Cerritos geschickt. |           |                                |                              |                          |                                                |             |                              |        |
| 13 | 3         | Begegnung mit der Befangenheit | We’ll Always Have Tom Paris  | 26. Aug. 2021            | 27. Aug. 2021                                  | Bob Suarez  | M. Willis                    | 25 min |
| Tom Paris besucht die USS Cerritos. Brad Boimler wird von den Systemen der USS Cerritos nicht mehr als Crewmitglied erkannt. Er muss durch die Jefferies-Röhren kriechen, um seinen Erinnerungs-Teller mit dem Bild von Tom Paris signieren zu lassen. Lieutenant Shaxs ist überraschend wieder zurück, ohne dass erklärt wird, wie er zurückkam. Als Rutherford ihn danach fragt, kann er die schreckliche Wahrheit nicht ertragen. Tendi soll nach Qualor II fliegen und ein privates Familienerbstück von Dr. T’Ana auf das Schiff holen. Sie nimmt Mariner mit. Beide finden heraus, dass es sich bei dem Erbstück um einen sogenannten „Libidopfosten“ handelt, den Caitianer benutzen, weil sie einmal im Jahr intim sein müssen, um nicht verrückt zu werden. Als der Pfosten versehentlich zerbricht, versuchen sie ihn zuerst auf Sternenbasis Earhart und dann auf einem orionischen Piratenstützpunkt reparieren zu lassen, was beides misslingt. Um Tendi zu schützen, lässt Mariner bei der Rückkehr das Shuttle absichtlich mit der Cerritos kollidieren, wobei angeblich das Erbstück zerstört wurde. T'Ana brauchte aber nur die Kiste, in der das Erbstück lag. |           |                                |                              |                          |                                                |             |                              |        |
| 14 | 4         | Mugato, Gumato                 | Mugato, Gumato               | 2. Sep. 2021             | 3. Sep. 2021                                   | Jason Zurek | Ben Rodgers                  | 25 min |
| Der Barkeeper der Cerritos redet Boimler und Rutherford ein, dass Mariner ein Spion von Sektion 31 sei. Als auf einem Planeten Mugatos gefunden werden, soll die USS Cerritos dies untersuchen. Das Außenteam mit Mariner, Boimler, Rutherford und Shaxs entdeckt, dass die Mugatos von Ferengis gejagt und eingefangen werden, um deren Hörner teuer zu verkaufen. Das Raumschiff des Schmugglers Mr. Hyde, der die Hörner kaufen wollte, wird von der Cerritos mit einem Traktorstrahl erfasst und geht dabei zu Bruch. Die Cerritos bietet als Wiedergutmachung ein eigenes Shuttle und andere wertvolle Gegenstände, bevor sich herausstellt, dass er mit diesem Trick schon andere Schiffe betrogen hatte. Mariner kann Boimler und Rutherford überzeugen, dass sie kein Spion ist. Außerdem überreden sie die Ferengi, dass ein Mugato-Reservat mit Touristen viel mehr Profit erbringen kann als die Mugato-Jagd. Auf der Cerritos soll Tendi Besatzungsmitglieder aufspüren, die nicht zu ihrer medizinischen Routine-Untersuchung erschienen sind. Auch Dr. T’Ana gehört dazu. |           |                                |                              |                          |                                                |             |                              |        |
| 15 | 5         | Die Doopler-Verwirrung         | An Embarrassment of Dooplers | 9. Sep. 2021             | 10. Sep. 2021                                  | Kim Arndt   | Dave Ihlenfeld, David Wright | 24 min |
| Die USS Cerritos eskortiert einen Doopler zur Sternenbasis 25. Wenn dieser emotional verunsichert wird, dann verdoppelt er sich. Dies geschieht schließlich unkontrolliert, was bereits nach kurzer Zeit den gesamten Platz im Schiff in Anspruch nimmt. Captain Freeman erkennt, dass die Verdoppelungen rückgängig gemacht werden können, wenn die Doopler wütend werden. Also werden diese so lange beleidigt, bis nur noch ein einziger übrig ist. Tendi und Rutherford arbeiten an einem Raumschiffmodell. Rutherford zweifelt an sich, weil ihm die Fertigstellung nicht gelingt. Aber Tendi verrät ihm, dass er die Fertigstellung früher absichtlich verzögert hatte, um mehr Zeit mit ihr zu verbringen. Um an einer Sternenflotten-Party auf der Sternenbasis teilnehmen zu können, überredet Mariner Boimler, sich dort als seinen Doppelgänger-Klon William auszugeben. Da Mariner aber nicht mit hinein darf, verlässt Boimler die Party wieder. In einer Bar, in der schon Kirk und Spock gewesen waren, treffen sie schließlich auf die Führungscrew der Cerritos, die ebenfalls am Einlass der Party abgewiesen wurde. Der Doopler wird schließlich auf die Party gebeamt und sprengt diese aufgrund seiner Beschämung, dort nicht eingeladen zu sein. |           |                                |                              |                          |                                                |             |                              |        |
| 16 | 6         | Der große, braune Spion        | The Spy Humongous            | 16. Sep. 2021            | 17. Sep. 2021                                  | Bob Suarez  | John Cochran                 | 24 min |
| Die USS Cerritos ist beim Heimatplaneten der Pakleds um Friedensgespräche zu führen. Ein Pakled will Asyl auf der Cerritos, erweist sich jedoch als Spion. Commander Ransom und Lieutenant Kayshon sollen ihn beschäftigen, verlieren ihn aber zeitweise aus den Augen. Als er nach Pakled zurückkehrt, verrät er Freeman auf deren clevere Fragen, dass die Pakled planen, die Erde mit einer Bombe anzugreifen. Mariner, Tendi und Rutherford haben Anomaliekonsolidierungsdienst und sammeln diverse gefährliche Artefakte ein. Tendi ist die einzige, die das positiv sieht. Boimler schließt sich einer Gruppe Rothemden um Ensign Casey an, die sich durch hohen Ehrgeiz auszeichnen und bei ihrem Aufstieg in der Sternenflotte gegenseitig unterstützen wollen. Sie drängen ihn zwar dazu, sich von seinen bisherigen Freunden zu distanzieren, doch als Tendi beim Artefakte-Einsammeln in eine Art Skorpion verwandelt wird, macht er sich absichtlich lächerlich, um sie zum Lachen zu bringen, was auch gelingt und die Situation bereinigt. |           |                                |                              |                          |                                                |             |                              |        |
| 17 | 7         | Wo die lust’gen Quellen liegen | Where Pleasant Fountains Lie | 23. Sep. 2021            | 24. Sep. 2021                                  | Jason Zurek | Garrick Bernard              | 25 min |
| Die USS Cerritos hilft dem Schiff von Königin Paolana, der Herrscherin von Hysperia und Mutter von Billups. Diese will, dass ihr Sohn endlich Sex hat, damit er seinen Platz in der Thronfolge einnehmen kann. Sie inszeniert eine Explosion, bei der sie und Rutherford scheinbar getötet werden. Tendi ist von Rutherfords Tod erschüttert, bemerkt jedoch, dass er und Paolana am Leben sind. Sie verhindert gerade noch rechtzeitig, dass Billups seine Jungfräulichkeit verliert. Mariner und Boimler sollen den manipulativen Agimus-Computer zum Daystrom-Institut transportieren und stürzen mit dem Shuttle auf einem Wüstenplaneten ab. Obwohl Agimus seine Hilfe anbietet, vertrauen die beiden ihm nicht. Als er die beiden gegeneinander aufzuhetzen versucht, überlistet ihn Boimler, nutzt seine Batterie aus und sendet ein Notsignal. Der Computer endet im Gefängnis böser Rechenmaschinen. |           |                                |                              |                          |                                                |             |                              |        |
| 18 | 8         | Ich, Excretus                  | I, Excretus                  | 30. Sep. 2021            | 1. Okt. 2021                                   | Kim Arndt   | Ann Kim                      | 25 min |
| Mariner, Boimler, Rutherford und Tendi werden nach einer Mission versehentlich im freien Raum zurückgelassen. Das ist der Anlass für die pandronianische Übungsleiterin Shari yn Yem, die USS Cerritos für eine Reihe von Überprüfungssimulationen auszuwählen, bei denen die Brückenoffiziere auf den unteren Decks Dienst tun, während Mariner, Boimler, Rutherford und Tendi zu Führungsoffizieren werden. Die Übungsleiterin spielt allerdings ein falsches Spiel, denn nur wenn eine Schiffsbesatzung versagt, kann sie ihre eigene Notwendigkeit nachweisen. Tatsächlich scheitern alle bei ihren Holodeck-Übungen, mit Ausnahme der Borg-Simulation von Fähnrich Boimler. Er wiederholt die Übung besessen, um seine Punktzahl weiter zu verbessern. Die einzige Möglichkeit, um die sofortige Stilllegung des Schiffes zu verhindern, besteht darin, dass Boimler seine Übung auch nach Erreichen der Höchstpunktzahl weiterführt, denn so lange läuft auch der Gesamttest weiter. Freeman lässt daraufhin das Schiff in mehrere gefährliche Situationen fliegen, die für Shari immer bedrohlicher werden, bis diese freiwillig die Resultate für alle anderen nach oben korrigiert. Zum Dank wird den unteren Decks endlich ein leistungsfähigerer Nahrungsreplikator zur Verfügung gestellt. |           |                                |                              |                          |                                                |             |                              |        |
| 19 | 9         | wej Duj                        | wej Duj                      | 7. Okt. 2021             | 8. Okt. 2021                                   | Bob Suarez  | Kathryn Lyn                  | 26 min |
| Auf einem langen Warp-Flug gewährt Captain Freeman der Besatzung einen Ruhetag. Boimler behauptet, von Hawaii zu stammen, um mit Commander Ransom die Freizeit verbringen zu können. Es stellt sich jedoch heraus, dass Ransom gar nicht von dort kommt, sondern dies in seiner früheren Unterdeck-Zeit behauptet hatte, um sich mit einem damaligen Brückenoffizier anzufreunden. Der klingonische Bird of Prey Che'ta versorgt die Pakled mit klingonischen Waffen, um einen Krieg der Pakled mit der Föderation zu provozieren. Der klingonische Unterdeck-Offizier Ma’ah steigt zum zweiten Offizier von Kapitän Dorg auf. Weil die Waffentests der Pakled lokale Anomalien verursacht haben, bremst die Cerritos ab und wird sofort von Pakled und Klingonen angegriffen. Auch das vulkanische Raumschiff Sh'Vahl bremst ab, weil die Unterdecks-Offizierin T’Lyn außerhalb ihrer eigentlichen Aufgabe die Anomalien bemerkte. Da sie auch technische Verbesserungen vorgenommen hat, kann sie das Schiff vor der Vernichtung durch die Klingonen bewahren. Auf der Che'ta erkennt Ma’ah das unehrenhafte Verhalten von Dorg, tötet ihn und wird Kapitän. Die Klingonen ziehen sich zurück, und auch die Pakleds fliehen. T’Lyn wird trotz ihrer Verdienste für ihr emotionales Handeln bestraft und auf ein Sternenflottenschiff versetzt. Auf der Cerritos freundet sich Boimler mit einem jungen Fähnrich an. |           |                                |                              |                          |                                                |             |                              |        |
| 20 | 10        | Erster Erster Kontakt          | First First Contact          | 14. Okt. 2021            | 15. Okt. 2021                                  | Jason Zurek | Mike McMahan                 | 29 min |
| Captain Freeman wird eine Beförderung angeboten, zu der sie aber kein Besatzungsmitglied mitnehmen könnte. Mariner, die das zufällig belauscht, erzählt es den Brückenoffizieren, die wütend sind, weil sie nicht von Freeman darüber informiert wurden. Die Cerritos begleitet die Archimedes unter Captain Sonya Gomez zu einer Erst-Kontakt-Mission. Als die Archimedes durch eine Sonneneruption havariert, stößt die Cerritos das Außenschild ab und rettet die Archimedes kurz vor dem Aufschlag mit dem Traktorstrahl. Tendi soll die Krankenstation verlassen und denkt, dies geschehe, weil Dr. T'Ana sie für unfähig hält. Stattdessen wird sie in die Wissenschaftsabteilung befördert, um ihre Fähigkeiten nicht in der Krankenstation zu verschwenden. Rutherfords Implantat zeigt Fehlermeldungen, weil der Speicherplatz nicht mehr ausreicht: Er hatte dreifach redundante Backups seiner Erinnerungen an Tendi erstellt, um ihre Freundschaft nicht zu verlieren. Als er diese löscht, sieht er überraschend eine Erinnerung, wonach das Implantat gegen seinen Willen installiert wurde. Freeman wird von der Sternenflottensicherheit verhaftet, weil sie verdächtigt wird, eine Bombe auf dem Planeten der Pakled gezündet zu haben. |           |                                |                              |                          |                                                |             |                              |        |

## Kritik
„Die zweite Staffel der Zeichentrickserie „Star Trek: Lower Decks“ kann sich enorm steigern und entwickelt sich zu einer witzigen, pointierten Hommage an „The Next Generation“, bei der das Wiedersehen mit zahlreichen bekannten Spezies zu einem echten Nerdfest wird und auch die Charaktere deutlich vertieft werden.“

## Auszeichnungen und Nominierungen
| Preis      | Jahr | Kategorie                      | Episode | Resultat  |
| ---------- | ---- | ------------------------------ | ------- | --------- |
| Hugo Award | 2022 | Beste dramatische Präsentation | wej Duj | Nominiert |